# Franco Moccagatta
Franco Moccagatta (Alessandria, 13 febbraio 1926 – Milano, 12 febbraio 2003) è stato un giornalista italiano.

## Biografia
Laureato in lettere e farmacia, dopo varie esperienze nella carta stampata negli anni sessanta cominciò a collaborare con Radio RAI. Il suo nome è legato a Chiamate Roma 3131, in onda dal 7 gennaio 1969, la prima trasmissione aperta alle telefonate degli ascoltatori. Moccagatta ne rimase alla conduzione fino al 1972. Nel 1973 passò alla Radio della Svizzera italiana e più avanti collaborò con alcune emittenti radiofoniche e televisive private.
Nella stagione 1982-83 condusse la trasmissione televisiva Ieri giovani inserita nel contenitore Meridiana sulla Rete 2 della RAI.

## Varietà radiofonici Rai
- Jula Bongjour, varietà musicale di Franco Moccagatta, con Jula De Palma e Gianrico Tedeschi, regia di Gennaro Magliulo, trasmesso il 25 marzo 1963
- E' primavera, varietà settimanale  di Franco Moccagatta, con Maria Pia Fusco e Gianni Boncompagni, regia di Gennaro Magliulo, trasmesso il  marzo giugno 1963